# Cloreto de hidroxilamónio
Cloreto de hidroxilamónio é um cloridrato de hidroxilamina. Hidroxilamina é um intermediário biológico na nitrificação (oxidação biológica de amoníaco com oxigénio em nitrito) e na anammox (oxidação biológica de nitrito e amoníaco com oxigénio em gás de diazoto), as quais são importantes no ciclo do nitrogénio no solo e em estações de tratamento de águas residuais.

## Aplicações
O cloreto de hidroxilamónio é usado em síntese orgânica para a preparação de oximas e ácido hidroxâmico partindo de ácidos carboxílicos, hidroxiaminas com N- e O- substituídas, e reacções de adição em ligações duplas carbono-carbono.
Durante o método de extracção por brometo de acetileno de lignina a partir de biomassa lignocelulósica, o cloreto de hidroxilamónio pode ser usado para remover o brometo e o polibrometo da solução.
No tratamento de superfícies, é usado na preparação de agentes anti-envelhecimento, inibidores de corrosão e aditivos mais ecológicos. É também uma matéria-prima para o fabrico de produtos farmacêuticos e químicos agrícolas. Na indústria do plástico e borracha é um antioxidante, acelerador da vulcanização e removedor de radicais.
É também utilizado como fixante para tintas têxteis, auxiliar em alguns processos de tingimento, como um extractor de metais e auxiliar de flutuação, como antioxidante em ácidos gordos e sabonetes, e como estabilizador de cores e aditivos de emulsões em películas coloridas.